# René Guénot
René Guénot (Saint-Boil, 8 november 1890 - Gap, 6 mei 1965) was een Frans wielrenner, die beroeps was tussen 1910 en 1919.

## Wielerloopbaan
Guénot zegevierde op nog geen 20-jarige leeftijd in de Ronde van Frankrijk voor onafhankelijken (ook wel: Tour de France Peugeot-Wolber) van 1910, een poging om een concurrerende Tour op te zetten. Het eindklassement werd bepaald door punten.
In 1919 werd hij nog 12de in het eindklassement van de Ronde der Slagvelden (Circuit des Champs de Bataille). Deze rittenkoers werd in onmenselijke omstandigheden vlak na de Eerste Wereldoorlog verreden.

## Belangrijkste overwinningen
1910
- 1e etappe Ronde van Frankrijk voor onafhankelijken
- 4e etappe Ronde van Frankrijk voor onafhankelijken
- 8e etappe Ronde van Frankrijk voor onafhankelijken
- 12e etappe Ronde van Frankrijk voor onafhankelijken
- Eindklassement Ronde van Frankrijk voor onafhankelijken
- Marseille-Nice-Marseille[1]

1912
- Parijs-Roubaix voor onafhankelijken[2]

1914
- Marseille-Lyon
- Parijs-Lyon

## Grote rondes
Eindklasseringen in grote rondes, met tussen haakjes het aantal etappeoverwinningen.
| Jaar | Ronde van Italië | Ronde van Frankrijk | Ronde van Spanje |
| ---- | ---------------- | ------------------- | ---------------- |
| 1913 |                  | opgave              |                  |